# Cryptechinus
Cryptechinus is een geslacht van uitgestorven zee-egels uit de familie Trigonocidaridae.

## Soort
- Psammechinus humilior Bittner, 1892 † Mioceen, Zuid-Australië.